# 톡 피신

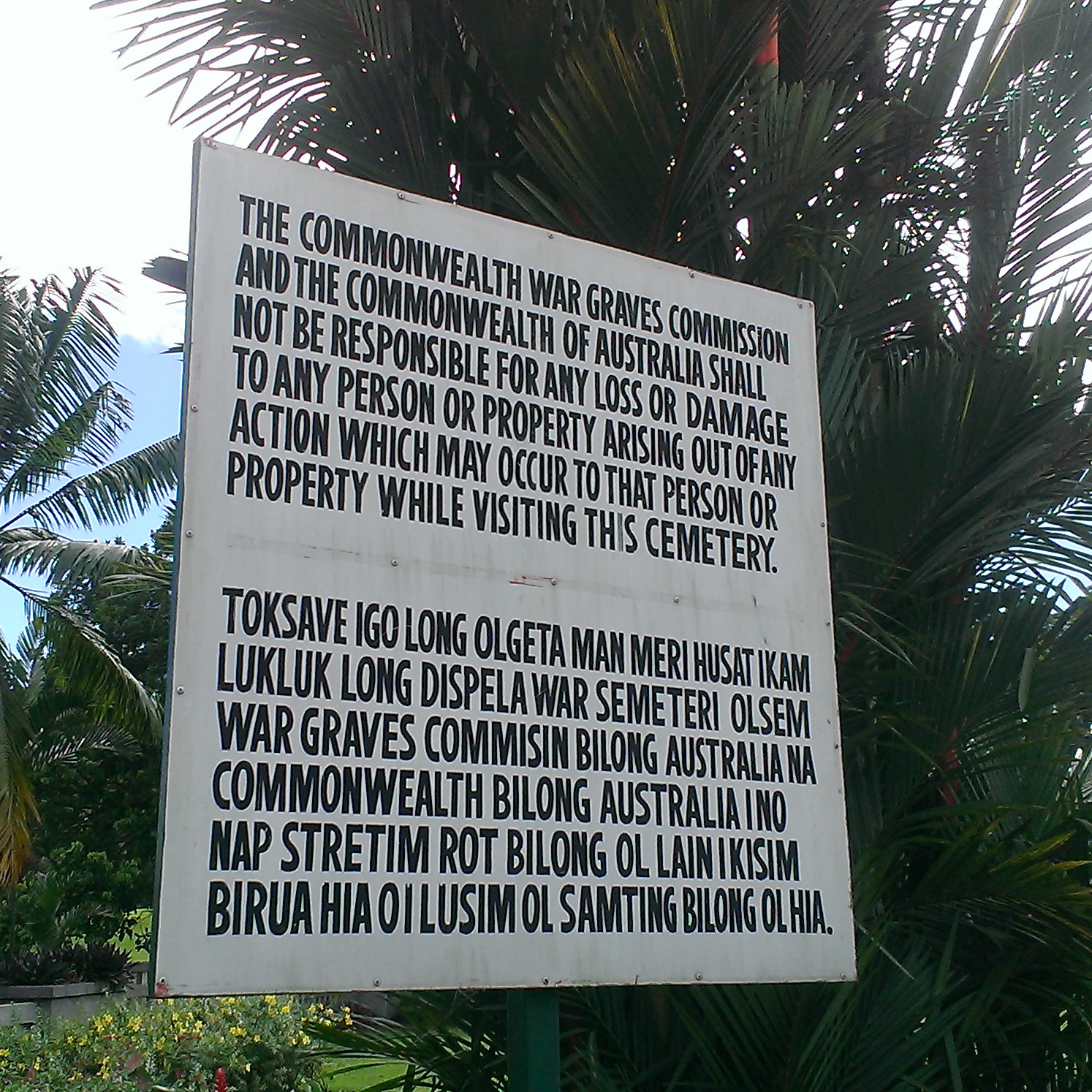

톡 피신(Tok Pisin)은 영어와 히리 모투와 함께 파푸아뉴기니의 공용어이다. 파푸아 뉴기니의 북부에서 영어를 기반으로 발달한 크레올어/피진으로, 솔로몬 제도의 솔로몬 제도 피진어, 바누아투의 비슬라마, 오스트레일리아 토레스 해협의 토레스 해협 크레올어와 함께 태평양/멜라네시아 피진어로 구분되기도 한다.

## 이름
톡 피신(Tok Pisin)이라는 말은 영어의 ‘talk’과 ‘pidgin’에서 유래한 것으로 ‘피진’이라는 뜻이다. 다른 이름으로 톡 피신은 역사적으로 톡 마스타(Tok Masta), 톡 바이트만(Tok Vaitman), 톡 보이(Tok Boi), 뉴기니 피진 영어(New Guinea Pidgin English), 신멜라네시아어(Neo-Melanesian) 등으로도 불렸다. 그 중 공식적으로 현재 사용되는 이름은 톡 피신이며, 대부분의 문서가 톡 피신이라는 이름을 쓰고 있으나 뉴기니 피진 영어, 신멜라네시아어라는 이름도 종종 사용된다.

## 방언
톡 피신의 방언은 사회경제적 계층과 지역적 분포의 2가지 기준에 따라 다양하다. 같은 지역이라도 사회경제적 신분에 따라 사용하는 언어가 다르고, 같은 사회적 신분이라도 지역에 따라 방언적 차이를 보인다. 사회경제적 신분에 따른 주요 방언은 다음과 같다.
- 톡 부스/톡 카나카(Tok Bus/Tok Kanaka) : 직역하면 각각 ‘수풀(bush)의 말’과 ‘원주민(Kanaka)의 말’이라는 뜻으로 내륙 깊은곳의, 톡 피신을 비교적 최근에 받아들인 지역의 언어를 의미한다.
- 톡 빌롱 아스플레스(Tok Bilong Asples) : 직역하면 ‘고향의 말’로, 해안과 가까운 농촌지역에서 쓰이던 언어로 가장 보수적이다.
- 톡 스쿨/톡 빌롱 타운(Tok Skul/Tok Bilong Taun) : 직역하면 ‘학교의 말’과 ‘도시의 말’로, 포트 모르즈비를 비롯한 도심지역에서 쓰이는 말이다. 파푸아 뉴기니는 아직 도시화 비율이 낮기 때문에 소수에 속한다.
- 톡 마스타(Tok Masta) : 직역하면 ‘주인의 말’로, 과거 유럽인 식민지 지배자들이 사용하던 말을 일컫는다. 현재 톡 마스타는 거의 사라졌으며, 일부 기록으로만 남아 있다.

## 역사
톡 피신은 1870년대에 바누아투, 솔로몬 제도, 사모아 등의 멜라네시아 지역에서 쓰이던 영어를 기반으로 한 일종의 피진이 파푸아 뉴기니로 흘러들어오며 시작되었다. 당시 톡 피신이 사용된 곳은 당시 독일의 식민지인 카이저빌헬름스란트인 파푸아 뉴기니 북동부 일대에 국한되어 있었으며, 독일어로부터의 차용어를 많이 받아들였다. 톡 피신은 본래 영어를 기반으로 하고 있었으나 독일의 지배가 계속되었다면 피진 영어에서 피진 독일어로 변했을 것이라는 분석이 지배적이다.
1914년 독일 황제 빌헬름스란트의 지배가 끝나고 현재의 파푸아 뉴기니 전역이 영국, 그리고 뒤에 오스트레일리아의 지배로 넘어오자 다시 영어에서 톡피신으로 낱말이 넘어오기 시작했다. 이 시기 이후의 톡 피신을 안정기(stablised)라고 부른다.
제2차 세계 대전은 톡 피신의 발달에 중대한 영향을 끼쳤다. 일본의 공격으로 독일인 선교사들의 톡 피신 표준화 작업이 중단되었으며 톡 피신이 쓰이던 전통적 사회 기반, 즉 플랜테이션의 대부분이 파괴되었다. 제2차 세계 대전 중 톡 피신은 파푸아 뉴기니에 상륙한 연합군 및 일본군이 뉴기니 원주민들과 의사소통하기 위해 채택된 언어였고, 전쟁이 끝나고 연합군이 상륙하면서 ‘해방군 언어’로 인식되었다.
유엔은 톡 피신을 옛 식민시대의 찌꺼기로 보고 없애려 했으나 실패했다. 전쟁이 끝나고 1949년 오스트레일리아령 파푸아가 준독립 상태가 됨과 동시에 톡 피신은 과거에 유럽인 소유 플랜테이션에서 원주민과 유럽인이 의사소통을 하기 위해 쓰던 상하관계의 언어에서 지역마다 다양한 언어들이 공존하는 파푸아 뉴기니 지역 사이의 의사소통 도구로(수평관계) 바뀌었다. 이 시기가 지난 뒤에 톡 피신은 영어에서 들어온 차용어가 줄고 파푸아 뉴기니 토착언어로부터 단어를 받아들이거나 톡 피신 안에 이미 있는 낱말을 써서 새 말을 만들기 시작했으며, 이 시기 이후 최근까지의 언어가 가장 ‘고전적인(classical)’ 형태로 간주된다.
톡 피신의 모든 화자들은 톡 피신을 본래 제2언어로 배웠으나 도시화가 진행되면서 도심지역에서 톡 피신을 모어로 사용하는 세대가 생겨났다. 포트 모스비를 비롯한 도심지역에 집중된 이 세대는 크레올화된 톡 피신을 사용하게 되었는데, 이 단계의 톡 피신을 크레올화된 톡 피신이라고 부르며, 이 언어는 단순한 고전적 형태에 견주어 복잡한 문장 구조와 표현법이 특징이다. 현재까지 크레올화된 톡 피신을 사용하는 사람들은 고전적 톡 피신 사용자들에 비해 수가 적으며, 이들의 언어는 비표준적인 것으로 인식되곤 한다.
파푸아 뉴기니의 교육과 특히 도심지역의 교육은 현재까지도 주로 영어로 이루어지고 있는데 이 점 때문에 영어가 톡 피신에 미치는 영향이 다시 커지고 있다. 정서법의 영어화 및 영어 문법요소가 고전적 톡 피신에 다시 영향을 끼치고 있는 상태를 탈크레올화(post-creolization) 톡 피신이라 하며, 고등교육을 받은 세대를 중심으로 퍼지고 있다.
톡 피신은 130여 년간의 짧은 역사 동안 발달기, 안정기, 고전기, 크레올화, 후기크레올화라는 다섯 단계의 발달단계를 거쳤으며 짧은 기간에 이루어진 이러한 빠른 발달은 역사언어학적인 관심을 모으고 있다.

## 음운

### 닿소리
|                |        | 입술소리 | 혀끝소리 | 후치경음/ 경구개음 | 연구개음 | 성문음 |
| -------------- | ------ | -------- | -------- | ------------------ | -------- | ------ |
| 비음           | 비음   | m        | n        |                    | ŋ        |        |
| 파열음/ 파찰음 | 무성음 | p        | t        |                    | k        |        |
| 파열음/ 파찰음 | 유성음 | b        | d        | dʒ                 | ɡ        |        |
| 마찰음         | 무성음 | f        | s        |                    |          | h      |
| 마찰음         | 유성음 | v        |          |                    |          |        |
| 유음           | 설측음 |          | l        |                    |          |        |
| 유음           | R음    |          | r        |                    |          |        |
| 반모음         | 반모음 | w        |          | j                  |          |        |

- /t, d, l/은 치음 또는 치경음으로 소리가 날 수 있으나, /n/은 항상 치경음으로만 소리가 난다.
- /r/은 많은 방언에서 치경 탄음으로 소리 난다.

### 홀소리
|        | 전설 | 후설 |
| ------ | ---- | ---- |
| 고모음 | i    | u    |
| 중모음 | e    | o    |
| 저모음 | a    | a    |

- 이중모음으로는 /ai, au, oi/가 있다.

## 문법
톡 피신은 주어-동사-목적어 형태(SVO형)를 갖추고 있다. 톡 피신은 영어에 기반해서 생겨난 피진이지만 영어에서는 발견할 수 없는, 멜라네시아어의 문법적 특징들도 갖추고 있다.

### 대명사
| 1인칭 단수 | 1인칭 양수(포함) | 1인칭 양수(제외) | 1인칭 복수(포함) | 1인칭 복수(제외) |
| Mi         | Yumitupela       | Mitupela         | Yumipela, Yumi   | Mipela           |
| 2인칭 단수 | 2인칭 양수       | 2인칭 복수       | 3인칭 단수       | 3인칭 복수       |
| Yu         | Yutupela         | Yu               | Em               | Ol               |

톡 피신의 1인칭 복수대명사는 두 가지로 나뉘는데, 한국어로 번역하면 똑같이 ‘우리’이지만 이 ‘우리’가 듣는 사람을 포함하는 ‘우리’인가, 아니면 듣는 사람을 포함하지 않는 ‘우리’인가에 따라 다른 대명사를 사용한다.

### 술어
톡 피신은 주어와 술어를 구분하는 구분사 i 가 존재한다. i는 대명사가 1, 2인칭일 때는 사용하지 않으나 3인칭 대명사 및 그 외 명사일 때는 항상 사용된다. 톡 피신에는 영어의 be동사에 해당하는 동사가 따로 존재하지 않으며, be동사에 해당하는 문장은 단순히 주어와 서술어 사이에 i를 삽입함으로 형성된다.
예:
- Dispela i gutpela. (이것은 좋다)
- DIspela i no gutpela. (이것은 나쁘다)
- Mi go long Goroka. (나는 고로카에 간다.) : i 생략
- Yu kam long Pot Mosbi. (너는 포트 모스비에서 온다.) : i 생략
- Em i mekim samting. (그/그녀가 무언가를 만든다.)

## 어휘
톡 피신의 어휘는 영어나 독일어에서 빌려온 것을 뼈대로 하고, 여기에 여러 현지어에서 비롯된 낱말들이 흡수되어 이루어졌다. 영어에서 비롯된 단어라 할지라도 원래 영어 단어와는 발음과 의미에서 큰 차이가 있으므로,
영어단어에 대한 지식으로는 그 쓰임새를 쉽게 연상할 수 없는 경우가 많다. 피진 단계에서 비교적 적은 수의 단어를 의미의 핵으로 하여 의사소통을 하였으므로, 중요한 기능을 하는 낱말들은 여러 가지 뜻을 두루 담아낼 수 있도록 의미가 확장되어 있다.
현재도 이미 존재하는 단어를 통해 신조어를 만들거나 영어로부터의 차용어 증가로 어휘 수가 늘고 있다.
| 톡 피신  | 해석                  | 어원                           |
| -------- | --------------------- | ------------------------------ |
| apinun   | 오후                  | 영어: afternoon                |
| rausim   | 밖으로 나가다, 끝내다 | 독일어: raus                   |
| sik      | 아프다                | 영어: sick                     |
| haus sik | 병원                  | 독일어: 영어: haus/house + sik |
| gude     | 인사말                | 오스트레일리아 영어: good day  |
| kaikai   | 음식, 먹다            | (현지어)                       |
| bulut    | 피                    | 독일어: Blut                   |
| tenkyu   | 감사의 말             | 영어: thank you                |